# Beira Bassa

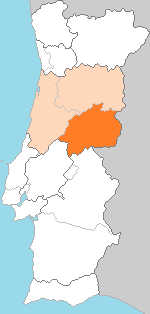
Regione della Beira Bassa (arancione scuro), nella regione Beira (arancione chiaro).

La Beira Bassa (Beira Baixa) era un'antica provincia (o regione naturale) del Portogallo, istituita formalmente con una riforma amministrativa del 1936. Le province non avevano alcuna funzione pratica e scomparvero con la Costituzione del 1976. 
Confinava a nord con la Beira Alta, a nord ovest con la Beira Litorale, a sud ovest con il Ribatejo, a sud con l'Alto Alentejo e a est con la Spagna (provincia di Cáceres in Estremadura). 
La regione contava 13 comuni, con l'intero distretto di Castelo Branco e due comuni dal distretto di Santarém (Mação) quello di Coimbra (Pampilhosa da Serra). Il suo capoluogo era Castelo Branco.
Questa provincia, insieme alla Beira Alta e la Beira Trasmontana, formavano una unità geografica maggiore: la Beira Interna.